# Euphorbia chamaeclada
Euphorbia chamaeclada là một loài thực vật có hoa trong họ Đại kích. Loài này được Ule mô tả khoa học đầu tiên năm 1908.